# Пуебло (Колорадо)
Пуебло (англ. Pueblo) — місто (англ. city) в США, в окрузі Пуебло штату Колорадо. Населення — 111 876 осіб (2020).

## Історія
Було засноване як форт траперів та торговцями в 1842 році. В 1854 році воно зазнало нападу індіанців, при якому більшість жителів загинули. 1859 року, завдяки виявленим в Колорадо родовищам золота, місто деякий час процвітало. В 70-х — 80-х роках ХХ століття Пуебло стає одним з найбільших виробників сталі в США.

## Географія
Пуебло розташоване за координатами 38°16′23″ пн. ш. 104°36′45″ зх. д. / 38.27306° пн. ш. 104.61250° зх. д. (38.273147, -104.612378).  За даними Бюро перепису населення США в 2010 році місто мало площу 140,96 км², з яких 138,93 км² — суходіл та 2,03 км² — водойми. Розташоване на висоті 1.430 метрів над рівнем моря. На схід від міста розташований аеропорт (Пуебло Меморіал Аеропорт).
Пуебло є адміністративним центром округу Пуебло (Pueblo County) та розташоване в центрі штату Колорадо.

### Клімат
| Клімат : Пуебло                                     | Клімат : Пуебло | Клімат : Пуебло | Клімат : Пуебло | Клімат : Пуебло | Клімат : Пуебло | Клімат : Пуебло | Клімат : Пуебло | Клімат : Пуебло | Клімат : Пуебло | Клімат : Пуебло | Клімат : Пуебло | Клімат : Пуебло | Клімат : Пуебло |
| Показник                                            | Січ.            | Лют.            | Бер.            | Квіт.           | Трав.           | Черв.           | Лип.            | Серп.           | Вер.            | Жовт.           | Лист.           | Груд.           | Рік             |
| Абсолютний максимум, °C                             | 27,2            | 27,8            | 30,0            | 33,9            | 38,9            | 42,2            | 42,8            | 40,6            | 38,9            | 34,4            | 29,4            | 27,8            | 42,8            |
| Середній максимум, °C                               | 8,3             | 10,3            | 15,1            | 19,6            | 24,9            | 30,7            | 33,8            | 31,9            | 27,6            | 20,8            | 13,4            | 7,8             | 20,4            |
| Середній мінімум, °C                                | −10             | −8,2            | −3,6            | 1,1             | 6,7             | 11,6            | 14,8            | 14,2            | 8,7             | 1,2             | −5,3            | −9,9            | 1,8             |
| Абсолютний мінімум, °C                              | −33,9           | −35             | −28,9           | −16,7           | −5              | 0,0             | 5,0             | 3,9             | −6,1            | −20             | −27,2           | −33,3           | −35             |
| Середня кількість сонячних годин на місяць          | 231,0           | 227,3           | 284,0           | 315,1           | 344,2           | 360,0           | 358,8           | 336,8           | 298,7           | 275,5           | 219,7           | 210,7           | 3461,8          |
| Норма опадів, мм                                    | 9               | 8               | 24              | 36              | 38              | 35              | 52              | 59              | 20              | 18              | 12              | 10              | 319             |
| Днів з опадами                                      | 4,0             | 3,7             | 6,3             | 6,6             | 7,9             | 7,1             | 9,1             | 9,5             | 5,6             | 4,1             | 3,9             | 4,1             | 71,9            |
| Днів зі снігом                                      | 4,2             | 3,5             | 3,9             | 2,0             | 0,3             | 0               | 0               | 0               | 0,2             | 0,6             | 2,7             | 4,3             | 21,7            |
| Вологість повітря, %                                | 57.1            | 52.1            | 48.7            | 43.5            | 44.6            | 44.9            | 49.3            | 51.5            | 50.2            | 47.0            | 57.1            | 56.6            | 50.2            |
| --------------------------------------------------- | --------------- | --------------- | --------------- | --------------- | --------------- | --------------- | --------------- | --------------- | --------------- | --------------- | --------------- | --------------- | --------------- |
| Джерело: NOAA (relative humidity and sun 1961–1990) |                 |                 |                 |                 |                 |                 |                 |                 |                 |                 |                 |                 |                 |

## Демографія
Згідно з переписом 2010 року, у місті мешкало 106 595 осіб у 43 290 домогосподарствах у складі 26 327 родин. Густота населення становила 756 осіб/км².  Було 47593 помешкання (338/км²).
Расовий склад населення:
| - 75,2 % — білих - 2,5 % — чорних або афроамериканців - 2,2 % — корінних американців - 0,8 % — азіатів - 0,1 % — вихідців з тихоокеанських островів - 15,0 % — осіб інших рас |

До двох чи більше рас належало 4,1 %. Частка іспаномовних становила 49,8 % від усіх жителів.
За віковим діапазоном населення розподілялося таким чином: 24,0 % — особи молодші 18 років, 60,3 % — особи у віці 18—64 років, 15,7 % — особи у віці 65 років та старші. Медіана віку мешканця становила 37,5 року. На 100 осіб жіночої статі у місті припадало 95,4 чоловіків;  на 100 жінок у віці від 18 років та старших — 92,0 чоловіків також старших 18 років.
Середній дохід на одне домашнє господарство  становив 48 057 доларів США (медіана — 34 550), а середній дохід на одну сім'ю — 56 152 долари (медіана — 43 788). Медіана доходів становила 40 521 долар для чоловіків та 31 146 доларів для жінок. За межею бідності перебувало 25,0 % осіб, у тому числі 35,6 % дітей у віці до 18 років та 12,4 % осіб у віці 65 років та старших.
Цивільне працевлаштоване населення становило 41 745 осіб. Основні галузі зайнятості: освіта, охорона здоров'я та соціальна допомога — 28,1 %, роздрібна торгівля — 14,5 %, мистецтво, розваги та відпочинок — 11,9 %.

## Відомі особистості
У поселенні народились:
- Джо Бордо (1886-1950) — американський кіноактор
- Девід Паккард (1912-1996) — один із засновників корпорації Hewlett-Packard
- Кент Гаруф (1943-2014) — американський письменник.

## Міста-побратими
- Бергамо, Італія
- Лукка-Сікула, Італія
- Чіуауа, Мексика
- Пуебла, Мексика
- Вейфан, Китай
- Марібор, Словенія